# Laat me nu gaan
Laat me nu gaan is een nummer van Pieter Verlinden op tekst van Bert Vivier dat werd vertolkt door Linda Lepomme. Het was het nummer waarmee Lepomme België vertegenwoordigde op het Eurovisiesongfestival 1985 in de Zweedse stad Göteborg. Daar werd ze uiteindelijk laatste, met zeven punten (toegekend door de Turkse jury).

## Resultaat
| Plaats | Land        | Artiest        | Titel               | Punten |
| ------ | ----------- | -------------- | ------------------- | ------ |
| 16     | Cyprus      | Lia Vissi      | To katalava arga    | 15     |
| 16     | Griekenland | Takis Biniaris | Miazoume            | 15     |
| 18     | Portugal    | Adelaide       | Penso em ti, eu sei | 9      |
| 19     | België      | Linda Lepomme  | Laat me nu gaan     | 7      |